# Yamanlı
Yamanlı ist ein Ortsteil (Mahalle) im Landkreis Tufanbeyli der türkischen Provinz Adana mit 582 Einwohnern (Stand: Ende 2024). Im Jahr 2011 hatte Yamanlı 579 Einwohner.